# Entre Dues Gaves
Entre Dues Gaves, (en occità: Enter Dus Gaves) és un parçan o comarca d'Occitània situada a la Gascunya.
Segons la proposta de divisió territorial d'Occitània del diari Jornalet, basada en l'obra de Frederic Zégierman Le Guide des pays de France, el parçan d'Entre Dues Gaves estaria ubicada a la regió de la Gascunya, subregió del Bearn.
Oficialment, les comunes d'Entre Dues Gaves estan adscrites administrativament i situades al nord del departament francès dels Pirineus Atlàntics, a la regió administrativa de Nova Aquitània.